# Ptilobaptus solaniphilus
Ptilobaptus solaniphilus är en stekelart som beskrevs av Ian D. Gauld 2000. Ptilobaptus solaniphilus ingår i släktet Ptilobaptus och familjen brokparasitsteklar. Inga underarter finns listade i Catalogue of Life.